# 戸田氏彬

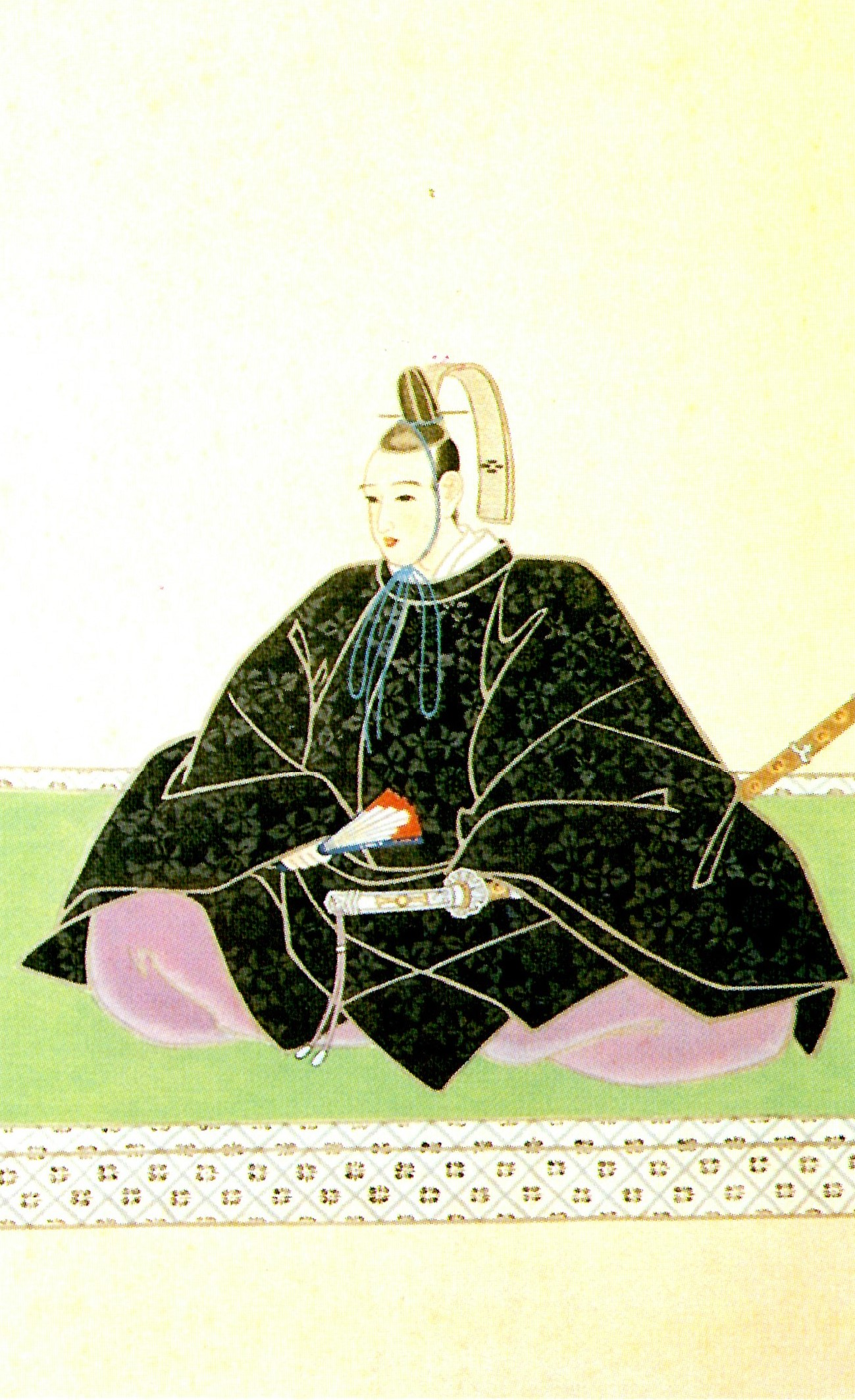
戸田氏彬像

戸田 氏彬（とだ うじあきら、天保2年5月11日（1831年6月20日） - 慶応元年8月8日（1865年9月27日））は、江戸時代末期の大名。美濃国大垣藩の第10代藩主。大垣藩戸田家11代。江戸にむかう和宮の行列を警護。
第9代藩主・戸田氏正の長男、母は親姫（島津重豪の娘）。正室は稲葉正守の娘。官位は従四位下、采女正。

## 経歴
天保2年（1831年）5月11日生まれ。弘化3年（1846年）11月15日、将軍徳川家慶に拝謁する。嘉永元年（1848年）12月16日、従五位下出雲守に叙任する。安政3年（1856年）10月25日、父の氏正が隠居したため、家督を継ぐこととなった。文久元年（1861年）12月16日、従四位下に昇進した。
幕府に忠実な人物で、禁門の変では長州藩の家老・福原元僴が率いる軍勢を伏見街道で破るという功績を挙げている。さらに水戸藩の天狗党・武田耕雲斎が中山道を上洛しようとしたときは、これを妨害した。
第2次長州征伐にも幕府方として与し、第14代将軍・徳川家茂の警護役を務めたが、その途中で病に倒れ、慶応元年（1865年）8月8日に35歳で死去した。死後、家督は弟の氏共が継いだ。藩祖・一西以来、代々の当主とともに大垣の常葉神社にて祭神として祀られている。

## 系譜
- 父：戸田氏正（1814-1876）
- 母：親姫 - 島津重豪の十女
- 正室：稲葉正守の娘
- 養子：戸田氏共（1854-1936） - 実弟